# Lambretto (Monza)

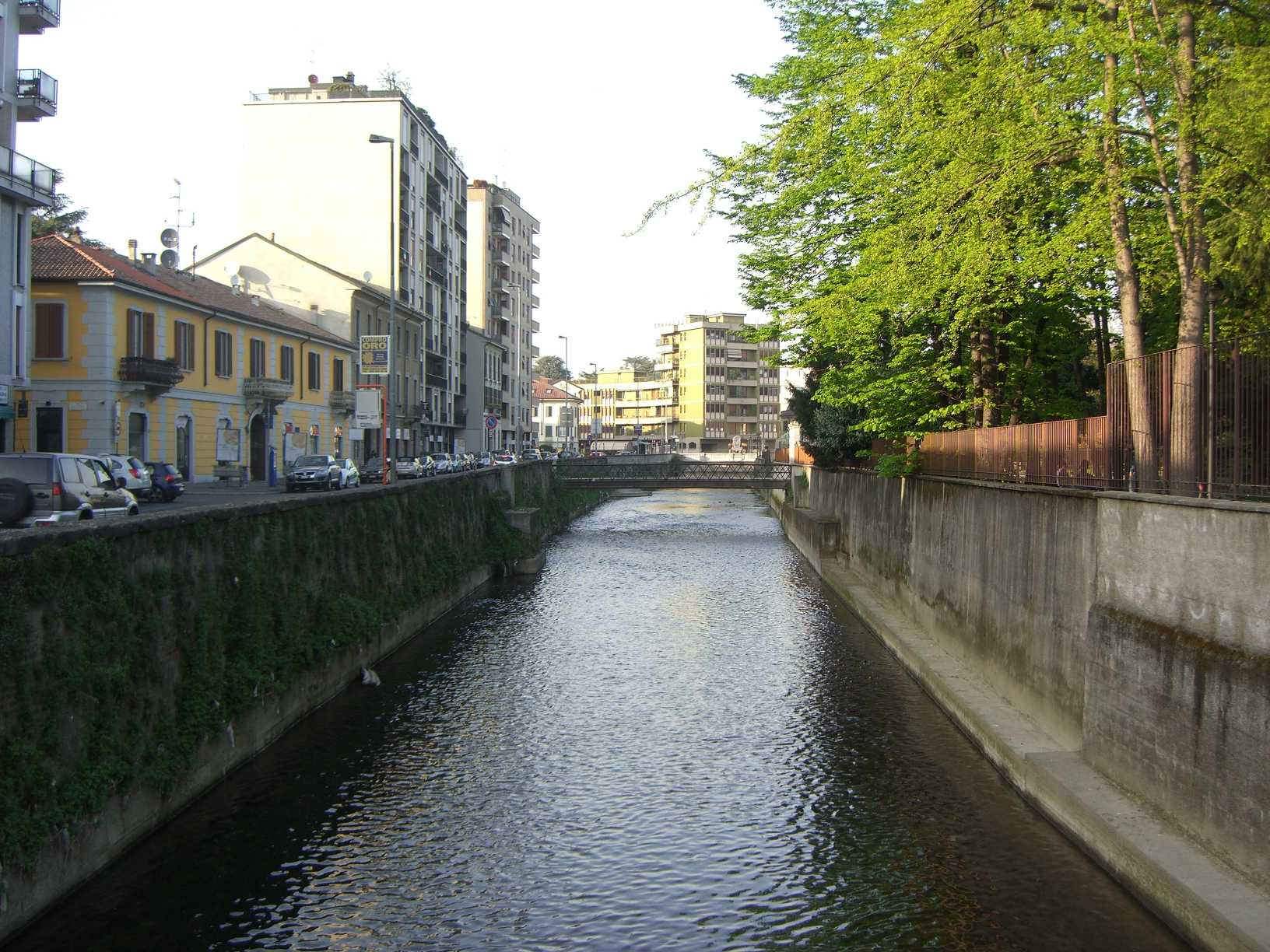
Il Lambretto presso Via Azzone Visconti

Il Lambretto  (Lambrett in lingua lombarda) è una deviazione artificiale del Lambro presso Monza, costruita dai Visconti con funzioni difensive nel XIV secolo assieme alle mura di Monza. Ha origine presso il Lambro, poco sotto il Parco di Monza e viene attraversato dal Ponte di Lecco e dal Ponte della Mariotta, per ricongiungersi col Lambro appena passata la ferrovia.